# Олиневич, Игорь Владимирович
Игорь Владимирович Олине́вич (бел. Ігар Уладзіміравіч Аліневіч; род. 24 сентября 1983) — белорусский анархист, политический заключённый.

## Биография
Окончил БГУИР (специальность — «инженер-электронщик»). Работал над созданием белорусско-российского спутника. С подросткового возраста интересовался историей, теорией и практикой анархизма.

### Анархистская деятельность, похищение, суд 2011 года
В 2009—2010 годах участвовал в нескольких акциях минских анархистов. После акции солидарности с российскими анархистами у российского посольства в Минске 30 августа 2010 года Олиневич выехал в Россию, где некоторое время скрывался.
Олиневич был задержан неизвестными в ТЦ «У Горбушки» в Москве 28 ноября 2010 года. Позднее Олиневич заявил, что его нелегально перевезли через белорусско-российскую границу с шапкой, натянутой на глаза. На следующий день (по другой информации, через день) родителям Олиневича сообщили, что их сын находится в СИЗО КГБ в Минске. Российская «Новая газета» охарактеризовала задержание Олиневича как похищение и противозаконную спецоперацию.
Первоначально Олиневича обвиняли по статье 339 УК РБ «Хулиганство» (часть 2) за участие в акции протеста возле Генерального штаба Вооружённых Сил Республики Беларусь 19 сентября 2009 года и за нападение на российское посольство в ночь с 30 на 31 августа 2010 года (в день рождения Александра Лукашенко). Впоследствии он был обвинён также по статье 218 УК РБ «Умышленное уничтожение либо повреждение имущества» (части 2 и 3), а к списку обвинений были добавлены нападение на казино, банк и центр изоляции правонарушителей в 1-м переулке Окрестина. Вместе с Олиневичем, по этому делу проходили Николай Дедок и Александр Францкевич. Олиневич признал, что участвовал в мирной акции протеста возле Генерального штаба, но отрицал причастность анархистов к атаке на российское посольство. Правозащитный центр «Весна» и Белорусский Хельсинкский комитет признали Олиневича, Дедка и Францкевича политическими заключёнными.
27 мая 2011 года судом Заводского района Минска (судья – Жанна Хвойницкая) Олиневич был признан виновным и приговорён к 8 годам лишения свободы в колонии усиленного режима. Первоначально содержался в исправительной колонии № 10 в Новополоцке (Витебская область), расположенной в экологически загрязнённой местности возле двух крупных химических заводов. Олиневичу разрешалось одно свидание с матерью раз в полгода при условии отсутствия нарушений, с января по 14 июля 2012 года ему было разрешено 3 телефонных звонка. В 2012 году Олиневича отправили в карцер за отказ писать прошение о помиловании. В 2013 году мать Олиневича (кандидат экономических наук) была уволена из Белорусского государственного экономического университета, в котором проработала более 30 лет — по её словам, это было связано с делом её сына. В 2014 году Олиневича перевели в колонию «Витьба-3» (Витебский район Витебской области).
Ещё во время предварительного заключения Олиневич начал писать книгу «Еду в Магадан» о себе и о тюремном быте, которая была опубликована в 2013 году. 10 декабря 2013 года, вскоре после публикации, книга получила премию имени Франтишка Алехновича за лучшее произведение, написанное в заключении.
Олиневич был признан политическим заключённым белорусскими и международными правозащитными организациями. К 2015 году он оставался одним из последних политзаключённых в Республике Беларусь. 22 августа 2015 года Олиневич был освобождён по решению Александра Лукашенко вместе с пятью другими политзаключёнными. Освобождение имело международный резонанс (возможно, оно было вызвано давлением Евросоюза) и рассматривалось как шаг на пути нормализации отношений с Евросоюзом. После освобождения Олиневич эмигрировал. В 2016 году Олиневич был признан лауреатом правозащитной премии имени Виктора Ивашкевича (номинация «За личное мужество»).

### Задержание 2020 года, обвинение в терроризме
В ночь с 28 на 29 октября 2020 года белорусские пограничники задержали в Ельском районе Гомельской области возле белорусско-украинской границы Игоря Олиневича и ещё троих анархистов — Дмитрия Дубовского, Дмитрия Резановича и Сергея Романова. Считается, что Олиневич некоторое время назад вернулся на родину. Их обвинили по статье 289 УК РБ «Терроризм», которая предусматривает наказание вплоть до смертной казни, а также по статье 295 УК РБ «Незаконный оборот оружия». Анархистов обвинили в поджоге четырёх автомобилей у здания прокуратуры в Солигорске (Минская область) и местного отделения Госкомитета судебных экспертиз.
В декабре 2021 года Минский областной суд приговорил Олиневича к 20 годам колонии усиленного режима. Задержанные вместе с ним Дубовский, Резанович и Романов получили аналогичные сроки.